# Tranvía de La Habana

El Tranvía de La Habana  fue un sistema de transporte en la La Habana, siendo el segundo de Hispanoamérica después de la Ciudad de México.

## Historia
El primer tranvía de La Habana fue inaugurado el domingo 1 de junio de 1862, por el duque de la Torre y conde de San Antonio el capitán general Francisco Serrano Domínguez, siendo su primer tramo entre las barriadas del Cerro, Jesús del Monte y El Carmelo, en El Vedado. Estos tranvías eran tirados por tres caballos adornados por cascabeles para que fueran escuchados a larga distancia, donde las personas subían y descendían al vehículo por la parte posterior.
El ramal del Vedado se movía a vapor con trenes de dos o tres carros arrastrados por locomotoras, conocidos como “La Maquinita de Vapor“, el cual salía desde la esquina de Paseo del Prado y la calle San Lázaro hasta El Vedado y circuló hasta el año 1900. La Habana para finales del siglo XIX tenía más de 240, 000 habitantes y las líneas de los tranvías ya no daban abasto y se hallaban deterioradas.
El servicio de tranvía eléctrico fue inaugurado oficialmente el 3 de septiembre de 1901 por la Havana Railway Company, con una planta eléctrica que garantizaba el servicio situada entre Águila y Colón, en el Centro de La Habana y generaba la totalidad de la energía de corriente continua, siendo desmantelada en 1913.  Durante la ocupación militar norteamericana (1906-1909) fue abierta la primera línea de tranvías eléctricos con 4 kilómetros de longitud, que conectaba las villas de Regla y Guanabacoa, situadas del lado oriental de la Bahía de La Habana. 
Con el paso de los años, las líneas se extendieron por toda la ciudad, con la construcción de espacios para el tranvía eléctrico. Los accidentes sucedían con frecuencia,y por sus dos antenas o troles se les denominó: “la langosta”.

## Servicio
En los primeros años del tranvía eléctrico estuvieron en funcionamiento cuatro líneas dobles, que partían de las terminales del Vedado, Cerro, Jesús del Monte y Príncipe, con un recorrido hacia San Juan de Dios y al Muelle de Luz donde formaban ocho líneas, que se ampliaron hasta las calles San Lázaro, Galiano, 23 y J, Ángeles, Florida, Vives y Belascoaín, entre otras.
Los “carritos” como eran llamados por la población, eran de dos clases: Primera y Tercera, que se alternaban en el servicio y el precio oscilaba entre 20 y 30 centavos el billete. En los años 1930 el tranvía tenía 32 rutas con terminales en la Víbora, el Cerro, Carlos III y el Vedado.
A principios de los años 1940 con el objetivo de mejorar el servicio para los pasajeros, se introdujo un nuevo diseño que se conoció como el modelo «Jaula» que era más largo y más ancho que los anteriores, con el inconveniente que su trayectoria debía ser de vía recta y con el mínimo de desvíos en su itinerario; siendo el último modelo que circuló en La Habana.
El servicio de tranvías también se empleó también en Matanzas, Cienfuegos, Camagüey y Santiago de Cuba (inaugurado en 1907 y retirado en 1951). En Camagüey y Santiago el servicio del tranvía era de The Havana Railway Company.

## Fin del servicio
Con el auge del servicio de pasajeros por el sistema de ómnibus, los tranvías empezaron a perder popularidad en la población.
El último servicio del tranvía fue el martes 29 de abril de 1952 a las 12:08 a. m. por  el tranvía P-2 con el número 388, el cual había salido a las 11:22 horas de la noche anterior el lunes 28 de abril en su recorrido desde el paradero del Príncipe hasta la Avenida del Puerto.

## Sustitución
El servicio de tranvías fue sustituido a partir del 23 de junio de 1950 por el sistema de ómnibus operados por la empresa Autobuses Modernos S.A., dirigida por el hijo del Sr. Frank Steinhart.
La población llamó a estos autobuses de la marca Leyland pintados de blanco como «Las Enfermeras» y las «Bien Pintá», esto llevó a un aumento del precio del pasaje, lo que ocasionó protestas de los estudiantes universitarios.

## Legado
En sus años de servicio, el tranvía fue un escenario de voluntarios e involuntarios del sentir popular. De este hecho se destacan las huelgas y manifestaciones que los empleados de este sector protagonizaron para alcanzar mejoras salariales y otros beneficios y el peso político de la huelga de los obreros tranviarios en la caída de la dictadura de Gerardo Machado en 1933. Los tranvías también fueron tribunas de los estudiantes siendo víctima de frecuentes sabotajes, como la paralización por parte de los estudiantes para exigir la solución de sus demandas.